# ラジパル+
ラジパル+（ラジパルプラス）は、IBS茨城放送で2008年10月5日から2010年4月4日まで放送されていたラジオ番組である。

## 放送時間
| 放送期間               | 放送時間 (JST)    | 放送分数 |
| ---------------------- | ----------------- | -------- |
| 2008.10.5 - 2008.10.26 | 日曜12:00 - 15:00 | 180分    |
| 2008.11.2 - 2009.6.28  | 日曜13:00 - 15:00 | 120分    |
| 2009.7.5 - 2010.4.4    | 日曜13:00 - 16:00 | 180分    |

## パーソナリティ
- 高木圭二郎（茨城放送アナウンサー）
- 田中御早希（2009年10月4日～最終回）

### 過去
- 別府彩（2008年10月5日～2009年9月27日）

## 主なコーナー
- ラジパルカウントダウン
- 切手のない贈り物（14時台最初のコーナー）
- 名曲タイムマシン
- クイズ　茨城の常識　（ふるさと放送局の場合は、クイズ　〇〇の常識（〇〇にはふるさと放送局を行っている市町村名が入る[1]））
- 日曜日のなごみスポット

## 備考
- 第1回放送（2008年10月5日分）のオープニングトークでは過去に高木が担当していた番組の逸話を話していた。
- ｢IBSふるさと放送局｣（不定期放送）放送時は、「ラジパル+inふるさと放送局～〇〇」（〇〇には市町村名が入る）と題して放送される。
- 前番組同様、同枠に｢全国都道府県対抗男子駅伝中継｣（RCC制作）（1月第3日曜）放送時は放送休止となる。
- 2009年4月26日は｢たかとりじゅんのビタミンJ!｣の特番「ビタJサンデー」を放送したため番組は休止となった。
- 2010年1月3日は「箱根駅伝復路」実況中継のため14:00～16:00の短縮放送となった。